# Tyndallov pojav
Tyndallov pojav (tudi Tyndallovo sipanje) je prožno sipanje svetlobe zaradi koloidnih delcev ali delcev v suspenziji. Podoben je Rayleighovemu sipanju, glede na to, da je jakost sipane svetlobe odvisna od četrte potence frekvence, zaradi česar se modra svetloba bolj razprši kot pa rdeča svetloba.
Vsakodnevna primera Tyndallovega pojava so modri izpušni plini, nastalih zaradi notranjega zgorevanja dvotaktnih motorjev pri motornih kolesih, ter cigaretni dim. Pojav je praktično izrabljen za določanje velikosti in gostote koloidnih delcev, pri živalih, kot so plazilci in dvoživke, pa je pomemben za nastanek zelene ali modre barve kože. Modra barva oči pri človeku je prav tako delno posledica Tyndallovega pojava.
Pojav je poimenovan po irskem fiziku Johnu Tyndallu.

## Osnove pojava in primerjava z Rayleighovim sipanjem
Osnovo za razlikovanje med Tyndallovim in Rayleighovim sipanjem predstavljajo sami delci: pri prvem se namreč svetloba razprši zaradi koloidnih delcev ali delcev v suspenziji, pri drugem pa zaradi delcev, ki so mnogo manjši od valovne dolžine svetlobe λ, kot so atomi in molekule. 
Velikost koloidnih in drugih podobnih delcev je blizu območja valovne dolžine svetlobe in je tako mnogo večja od velikosti atomov in molekul. Glede na enačbo jakosti Rayleighovega sipanja je Tyndallovo sipanje veliko močnejše kot pa prvo, saj je jakost odvisna od šeste potence premera delca. Za Tyndallovo sipanje sicer ne obstaja ekvivalentna enačba, vendar se lahko pojav ob privzetku, da so koloidni delci okrogli, matematično analizira v okviru Miejeve teorije, ko dopušča velikost delcev blizu območja valovne dolžine svetlobe.
Pri Tyndallovem pojavu se modra svetloba bolj razprši kot pa rdeča svetloba, kar je posledica odvisnosti od frekvence valovanja. Analogen pojav je prisoten pri dolgovalovnih sevanjih, kot so radijski valovi, ki lahko prehajajo skozi stene zgradb, medtem ko se kratkovalovna sevanja ustavijo in odbijejo od sten.
Izraz se včasih uporablja za sipanje svetlobe zaradi makroskopskih delcev, kot je prah v zraku, vendar je pojav bolj primerno poimenovato kot odboj valovanja, saj postanje delci med procesom dobro vidni.

## Modra barva oči
Tudi modra barva oči oz. šarenice (irisa) nastane zaradi Tyndallovega pojava. V danem primeru je v šarenici prisotno le majhno število melanocitov in majhne količine melanina: le-ta absorbira svetlobo, kar praktično onemogoči pojav, zaradi česar so posledično oči črne ali rjave barve. V odsotnosti melanina je šarenica prepustna za svetlobo. Slednja se odbije od zadnjega pigmentnega epitelija šarenice, med potovanjem skozi stromo šarenica pa se svetloba tako sipa, kar je vidno kot modra barva. Svetlobo z daljšo valovno dolžino (kot je rdeča svetloba) seveda absorbirajo zadnje plasti šarenice. Modra barva oči je tipičen primer strukturnega obarvanja in ni posledica nekega določenega pigmenta.

## Praktična uporaba
Tyndallov pojav predstavlja osnovo za delovanje optičnega detektorja dima. Le-ta ima vgrajeni vir svetlobe ter fotodiodo ali drug fotoelektrični senzor, ki je postavljen pod določenim kotom od žarka svetlobe. V primeru odsotnosti dima potuje žarek v normalni ravni črti mimo senzorja. V primeru prisotnosti dima delci povzročijo sipanje svetlobe, kar zazna senzor in tako sproži alarm.
Pojav se izrablja tudi v oftalmologiji pri diferencialni diagnostiki. Če se pri preiskavi z biomikroskopom pojavi močno sipanje svetlobe v notranjosti očesa, je Tyndallov pojav pozitiven. To pomeni, da so v steklovini (tekoča snov v očesu) prisotni delci, npr. beljakovina, ki se lahko kopičijo zaradi vnetnih procesov v sosednjih tkivih.
Tyndallov pojav se komercialno izrablja za določanje velikosti in gostote koloidnih delcev, npr. v ultramikroskopu in nefelometru. Modro barvo stekla lahko dosežemo tudi z dodatkom določenih mineralov, zmletih v fin prah, kot so natrijev heksafluoroaluminat (Na3AlF6) oz. kriolit ter kalcijev fosfat.

## Tyndallov pojav pri živalih
Ob kombinaciji odboja svetlobe od iridofor in sipanja svetlobe zaradi biokromov, ki se nahajajo v povrhnje ležečih kromatoforah, lahko nekatere živali, kot so plazilci in dvoživke, ustvarijo zeleno ali svetlo modro barvo kože.

## Galerija
- Sipanje sončnih žarkov v megli je naraven primer Tyndallovega pojava
- Sipanje laserske svetlobe zaradi aerosola